# Cycnotrachelus flavotuberosus
Cycnotrachelus flavotuberosus es una especie de coleóptero de la familia Attelabidae.

## Distribución geográfica
Habita en China, India, Birmania, Tailandia y  Vietnam.